# Етабл (Горња Лоара)
Етабл (фр. Estables) насеље је и општина у централној Француској у региону Оверња, у департману Горња Лоара која припада префектури Пиј ан Веле.
По подацима из 2011. године у општини је живело 349 становника, а густина насељености је износила 10,28 становника/km². Општина се простире на површини од 33,94 km². Налази се на средњој надморској висини од 1346 метара (максималној 1.725 m, а минималној 1.033 m).

## Демографија
| 1962. | 1968. | 1975. | 1982. | 1990. | 1999. | 2011. |
| ----- | ----- | ----- | ----- | ----- | ----- | ----- |
| 457   | 526   | 480   | 350   | 312   | 325   | 349   |

График промене броја становника у току последњих година